# Museo de los Molinos Mazonovo
El Museo de Los Molinos, en Mazonovo (Taramundi, Asturias), es un museo dedicado a los molinos de cereales, molinos de agua, e incluso molinos manuales. Algunos de estos molinos están distribuidos en tres edificios y otros en el exterior a lo largo del canal de abastecimiento de agua. También cuenta con una central eléctrica que suministra luz a todo el conjunto. Dicha central fue la primera central que abasteció Taramundi, y el principal molino de la comarca. 
El museo muestra a lo largo de su recorrido una amplia colección de molinos donde se hace evidente la evolución y avances tecnológicos que han sufrido estos a lo largo del tiempo. Se encuentran un total de 19 molinos, de los cuales 8 son manuales, 6 hidráulicos, 3 específicos para niños y 2 especiales, además se pueden observar reproducciones de molinos de diferentes épocas y culturas.

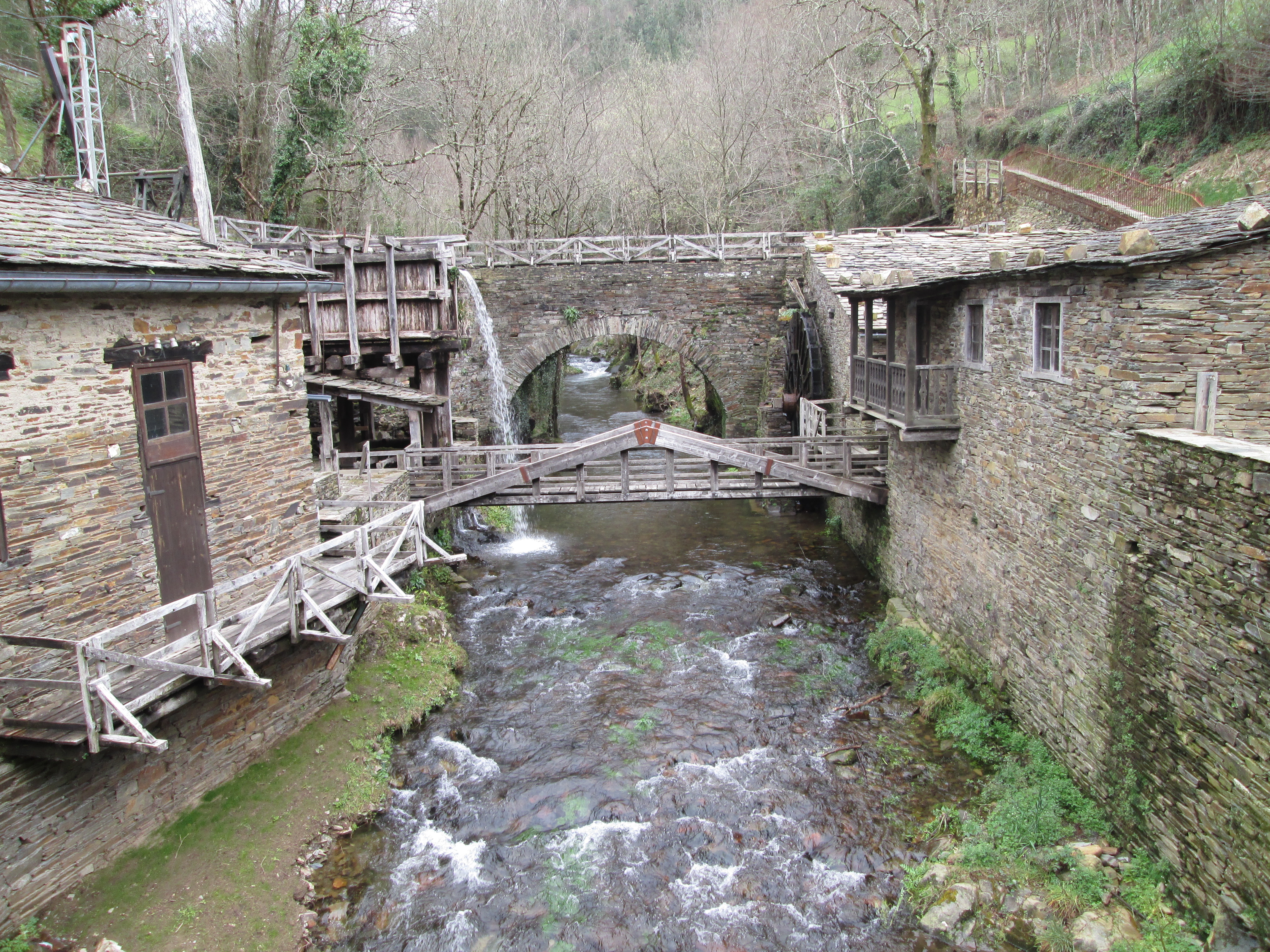
Museo de los Molinos

## Historia
Los orígenes del museo se remontan a finales del siglo XIX cuando el entendido en molinos Manuel López-Cancelos vuelve a España desde Argentina, donde había emigrado. A su regreso toma la decisión construir un molino con el dinero ahorrado durante su estancia fuera del país. Para ello la localización escogida fue Mazonovo, emplazamiento clave debido a su cercanía con otros pueblos y en especial con Taramundi.
El 25 de marzo de 1899, Manuel López-Cancelos compra los terrenos que se encontraban en la orilla izquierda del río Cabreira, puesto que en ese momento el terreno de la margen derecha del río no se encontraba a la venta.
Inicialmente se implementan molinos con un par de piedras para la molienda de trigo y centeno, y otro par para el pienso de animales. No obstante, al aumentar demanda de este servicio, en 1921 se hace necesario la instalación de un par más.
Con el fin de abastecer de electricidad a los pueblos cercanos, en 1929 se adquiere una dinamo movida por un rodezno, pero esta al no ser suficiente, en 1936 se decide ampliar la central eléctrica. Sin embargo, este proyecto no se llega a completar debido al estallido de la guerra civil.
Una vez terminado el conflicto bélico, el emplazamiento se queda pequeño, por lo que se construye un edificio en la orilla derecha del rio, que corresponde al actual Edificio 3. Para llevar agua de un lado a otro se levanta un acueducto, es por este motivo que en el nuevo edificio se instala una Turbina Francis para trasmitir energía a la nueva central eléctrica y conseguir mover tres pares de piedras. En resumen, se traslada toda la actividad al Edificio 3, convirtiéndose el edificio antiguo en un aserradero, el cual con el tiempo quedó en desuso hasta acabar desapareciendo.
Se explotaron los molinos hasta los años noventa y la central eléctrica abasteció Taramundi y a los pueblos cercanos hasta 1982.
Es en el año 1997 cuando los nietos de Manuel López-Cancelos deciden habilitar el edificio 3 para convertirlo en un museo que abriría sus puertas al público el 1 de julio de 1998. A partir de esta iniciativa se construye un molino asiático, un molino brasileño, un molino de mazos y recuperan el viejo molino de su abuelo.
Desde entonces se han llevado a cabo diferentes labores de acondicionamiento, tales como la remodelación del canal de abastecimiento de agua y de los miradores. Así como la compra del actual Edificio 1 que comunica el conjunto etnográfico con el parking.

## Recorrido

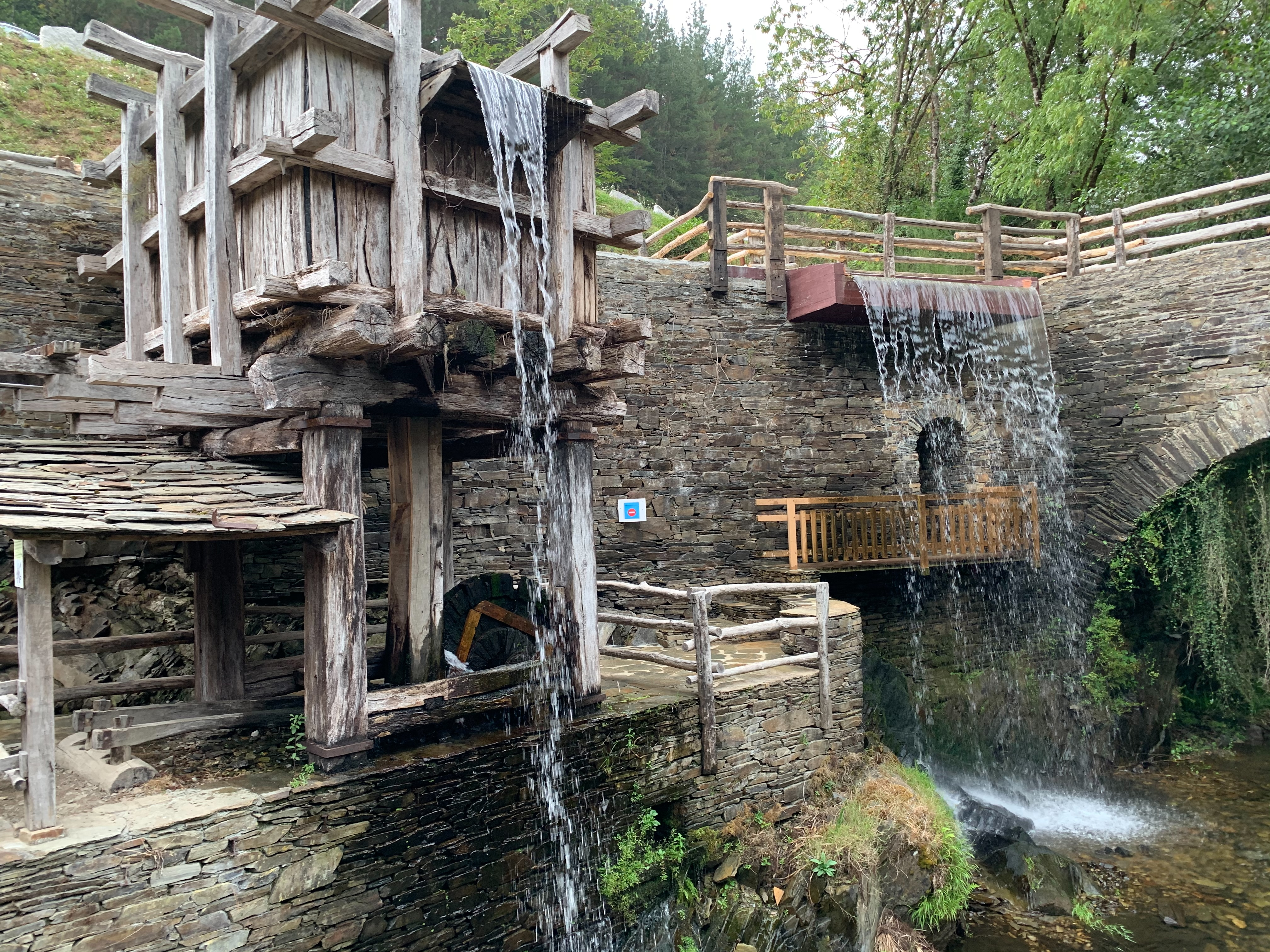
Molino brasileño

En primer lugar, se accede al EDIFICIO 1, donde se explica en un documental introductorio la evolución del los molinos a lo largo de la historia, las tareas para su mantenimiento y las funciones principales para el correcto funcionamiento del molino.
A continuación, se sale al exterior del conjunto, a través de un túnel donde se pueden ver el resto de edificios museísticos destinados a albergar los diferentes molinos. 
En el EDIFICIO 2 se muestran los molinos de mano que se pueden usar, y junto a ellos se expone la parte interior del molino gravitatorio encontrándose su rueda, de 5 metros de diámetro, en el exterior del edificio. Del mismo modo tres molinos hidráulicos contribuyen a la idea de comprender el avance de estos artefactos.
En el camino que sigue el curso del canal de abastecimiento, se encuentra el molino chino (manual) y el molino brasileño (hidráulico). 
Cruzando el rio por el acueducto se encuentra el molino de mazos, construido completamente en madera.
Seguidamente, el EDIFICIO 3 es el lugar donde se encuentra la central eléctrica que suministra electricidad al conjunto. Asimismo se puede observar un molino desarticulado que sirve para ver sus componentes, acompañado de explicaciones, carteles informativos, y objetos expuestos en vitrinas.   